# Erik Bengtsson (artist)
Erik Lennart Bengtsson, född 21 april 1929 i Örgryte församling, Göteborg, död 17 juli 2008 i Kvillinge församling, Norrköping, var en svensk operettartist och teaterchef vid Arbisteatern i Norrköping. Han scendebuterade i Skövde där han och hans fru Gun Bengtsson var engagerade i Skövde operettsällskap. När makarna Bengtsson flyttade till Norrköping 1963 grundade de en omfattande musikal- och operettverksamhet på den gamla revyteatern "arbis" som då stod tom och övergiven. Eriks Bengtssons första produktion på teatern var Czárdàsfurstinnan där han både regisserade och spelade den manliga huvudrollen. Han medverkade i flera av de stora operetterna på teatern under 1960 och 1970-talen. Bengtsson är gravsatt i minneslunden på Kvillinge kyrkogård.
Teaterroller i urval:
- 1964 – Edwin i Czardasfurstinnan
- 1965 – Mr X i Cirkusprinsessan
- 1967 – Greve Danilo i Glada Änkan
- 1970 – Greve Rene i Greven av Luxemburg
- 1972 – Leopold i Vita Hästen
- 1975 – Njegus i Glada Änkan